# Телеком Србія
Телеком Србія це сербський державний телекомунікаційний оператор. Створений як акціонерне товариство в червні 1997 для спінової телекомунікаційної діяльності від Пошти Сербії.

## Власництво
У 1997 році було приватизовано 49 % акціонерного капіталу в розмірі 1.568 ДЕМ і 29 % італійським STET і 20 % грецьким ОТЕ. STET 28 грудня 2002 року продав свою частку Пошті Сербії і Сербії, які таким чином стали власником 80 % акцій. Республіка Сербія також тримає «золоту акцію», тобто, має право вето на всі важливі стратегічні рішення Ради. Керівний комітет складається з представників двох акціонерів, число членів пропорційно частці акціонерного капіталу. Телеком нині має 10 400 робітників.

### У власності

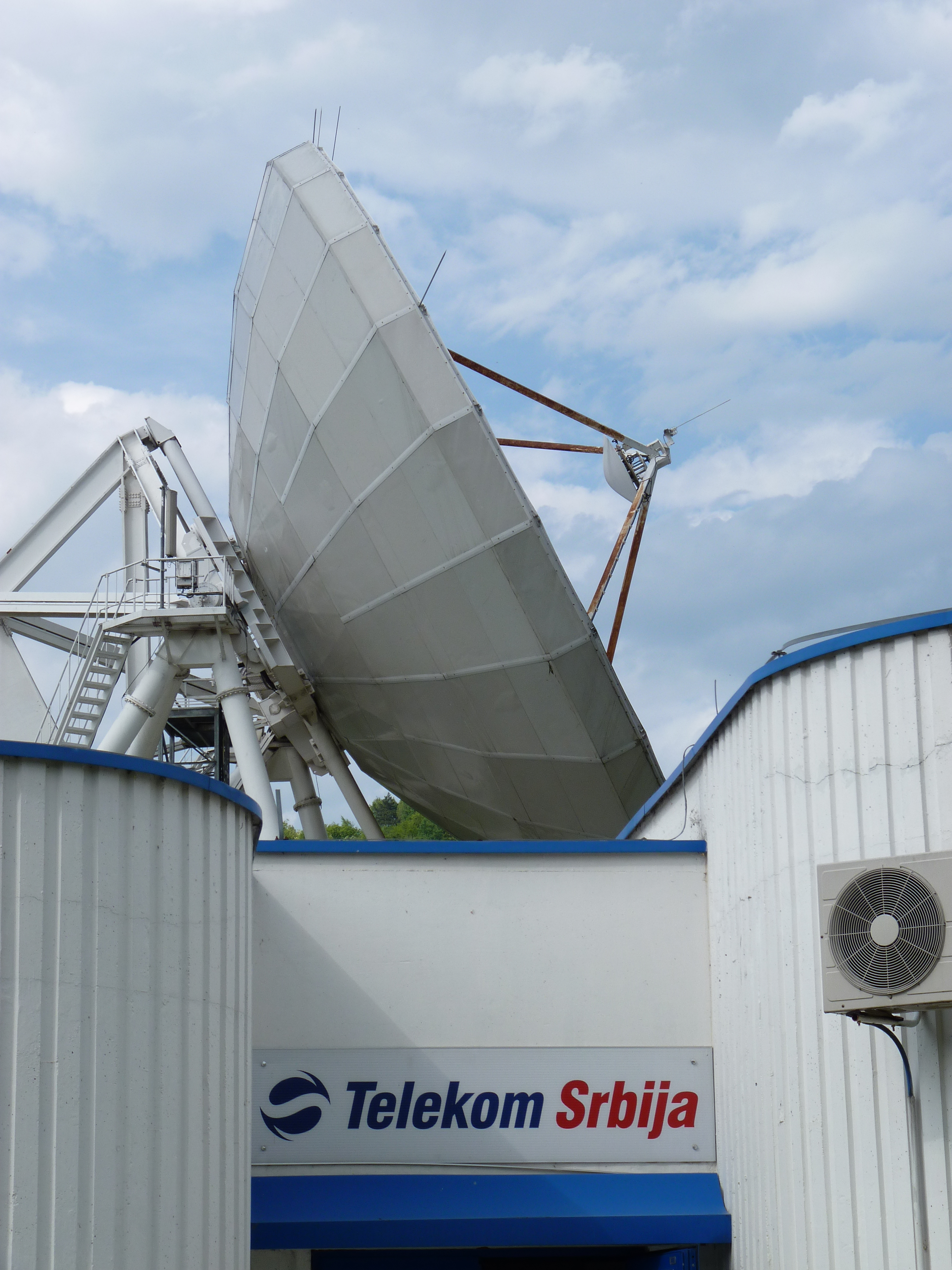
Супутникова наземна станція в місті Іваніца

Телекому Сербії належать:
- Телеком Српске (65 % акцій) оператор фіксованого і мобільного зв'язку.
- Мтел, Чорногорія, оператор мобільної телефонії, інтернету і фіксованої телефонії в Чорногорії (82,85 % акцій, 51 % у самостійному власництві, і 31,85 % у власності Телекому Српске котрий є власником 49 % акцій Мтелу).
- Arena sport (51 % акцій).

## Послуги
- Усі види послуг фіксованого зв'язку в межах і за межами кордонів Республіки Сербія.
- Інші фіксовані голосові послуги.
- Послуги передачі даних, фіксованого супутникового зв'язку, телематичні послуги, послуги з доданою вартістю, ISDN послуги, послуги інтелектуальних мереж, стаціонарні послуги для використання стандартних DECT послуг Інтернету.
- Мультимедійні послуги: передача через супутник, пряме завантаження, первинний розподіл телевізійних сигналів, IPTV.
- Послуги мобільної телефонії.
- Просторове і міське планування і проєктування.
- Проєктування і будівництво телекомунікаційних об'єктів.
- Технічне обслуговування та ремонт телекомунікаційного обладнання, установок і мереж.
- Послуги телефонного довідника.

## Інтернет
Інтернет мережі — мережі для надання стандартних інтернет-послуг. Мережа пов'язана із зовнішньою ISP — ще (Internet Service Provider): C&W-САД і SEA-BONE-Італії.

## Дані по фіксованій телефонії
Станом на 2013 рік абонентська база компанії становила 3,032 млн передплатників. Рівень цифровізації мережі фіксованого зв'язку становив 99,69 %.

## Дані щодо мережі мобільного зв'язку
Мобільна мережа Телеком Сербії заснована 9 червня 1997 року. Ця мережа має назву Мобільна телефонія Сербії (МТС). Коди міст в GSM мережі 064 (міжнародні: +381 64), 065 (міжнародні+381 65) і 066 (міжнародні +381 66).

## Галерея

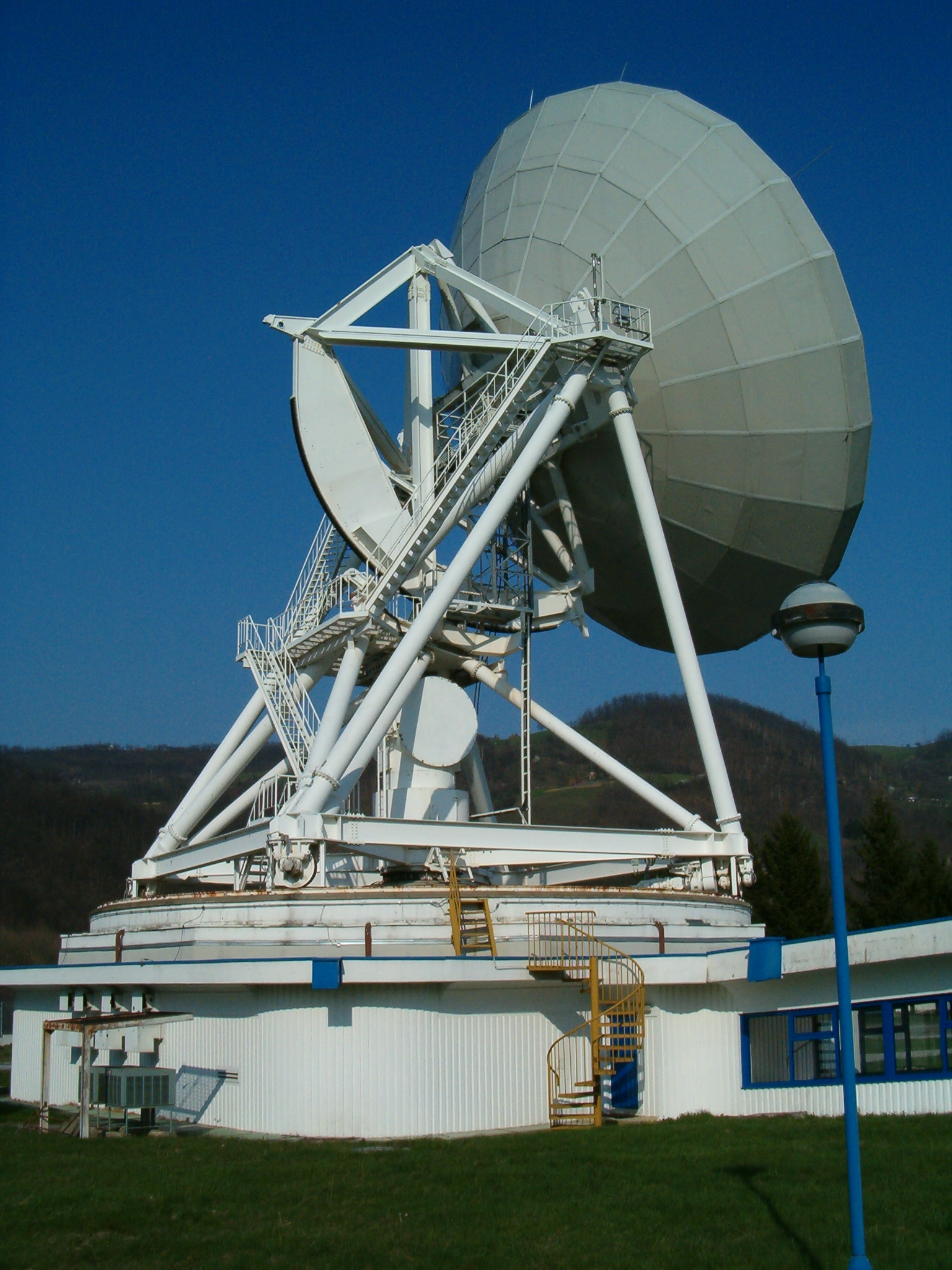